# Wim van der Voort
Willem van der Voort, detto Wim ('s-Gravenzande, 24 marzo 1923 – Delft, 23 ottobre 2016), è stato un pattinatore di velocità su ghiaccio olandese.

## Palmarès

### Olimpiadi invernali
- Argento a Oslo 1952 nei 1500 metri.

### Mondiali - Velocità
- Bronzo a Helsinki 1953 nel programma completo.

### Europei - Velocità
- Argento a Oslo 1951 nel programma completo.
- Argento a Hamar 1953 nel programma completo.